# Pygommatius neglectus
Pygommatius neglectus är en tvåvingeart som först beskrevs av Stanley Willard Bromley 1936.  Pygommatius neglectus ingår i släktet Pygommatius och familjen rovflugor. Inga underarter finns listade i Catalogue of Life.